# BET Hip Hop Awards
 (février 2024).
Les BET Hip Hop Awards sont une émission de télévision annuelle, diffusée par Black Entertainment Television, récompensant les artistes, producteurs et réalisateurs de clips de hip-hop.
La première cérémonie s'est déroulée le 12 novembre 2006 à Atlanta au Fox Theatre et a été diffusée le 15 novembre sur BET. Elle était présentée par Katt Williams.

## Récompenses
- Vidéo Hip-Hop de l'année
- Meilleure collaboration pour un duo ou un groupe
- Meilleure performance live
- Parolier de l'année
- Meilleur réalisateur de vidéo de l'année
- DJ de l'année
- Producteur de l'année
- MVP hip-hop de l'année
- Titre hip-hop de l'année
- Album Hip-Hop de l'année
- Découverte de l'année
- Hustler de l'année
- Meilleur style hip-hop
- Meilleure mixtape
- Sweet 16: Meilleur couplet d'un featuring
- Titre marquant

## Cérémonies

### 2006
- Date et lieu : 12 novembre 2006 au Fox Theatre d'Atlanta
- Présentateur : Katt Williams

#### Performances
- Jermaine Dupri featuring Ludacris, Young Jeezy et Lil Jon : Welcome to Atlanta (Remix)
- Birdman et Lil Wayne : Stuntin' Like My Daddy
- Rick Ross : Push It, Hustlin'
- Snoop Dogg : That's That
- Ludacris featuring Young Jeezy : Grew Up a Screw Up
- The Game featuring Junior Reid : One Blood, Let's Ride
- T.I. featuring Young Dro, Big Kuntry King et B.G. : Top Back
- Young Jeezy : I Luv It
- Jim Jones featuring Juelz Santana : We Fly High
- Unk : Walk It Out
- Cypher 1 : Styles P, Papoose et Lupe Fiasco
- Cypher 2 : Rhymefest, Remy Ma, Sway DaSafo et Saigon avec DJ Scratch

#### Lauréats
- Vidéo hip-hop de l'année : What You Know de T.I.[1]
- Réalisateur de vidéo de l'année : Hype Williams
- Titre hip-hop de l'année : It's Goin Down de Yung Joc featuring Nitti
- Découverte de l'année : Chamillionaire
- Producteur de l'année : Jermaine Dupri
- MVP hip-hop de l'année : T.I.
- Parolier de l'année : Common
- Meilleure danse hip-hop de l'année : Snap
- Meilleur film hip-hop : ATL de Chris Robinson
- Meilleure performance live : Busta Rhymes
- Meilleure collaboration : Touch It (remix) de Busta Rhymes featuring Mary J. Blige, Rah Digga, Missy Elliott, Lloyd Banks, Papoose et DMX
- CD hip-hop de l'année : King de T.I.
- Meilleur artiste britannique : Sway DaSafo
- Alltel Wireless People's Champ Award : Ridin' de Chamillionaire featuring Krayzie Bone
- Hustler de l'année : Jay-Z
- Meilleure sonnerie téléphonique : Shoulder Lean de Young Dro featuring T.I.
- I Am Hip-Hop Award : Grandmaster Flash

### 2007
- Date et lieu : 13 octobre 2007 à l'Atlanta Civic Center
- Présentatrice : Katt Williams

#### Performances
- Kanye West : Can't Tell Me Nothing, Good Life
- T.I., Busta Rhymes et Alfamega : Hurt
- Lil Wayne : Gossip
- Nelly : Wadsyaname, Let It Go
- Hurricane Chris : A Bay Bay
- Lil' Boosie, Webbie et Foxx : Wipe Me Down (Remix)
- Playaz Circle featuring Lil Wayne et Ludacris : Duffle Bag Boy
- Soulja Boy : Crank That
- Cypher 1 : Wyclef Jean, Twista, Lil' Mama et Dizzee Rascal
- Cypher 2 : Phonte, Stat Quo et Kardinal Offishall
- Cypher 3 : Ras Kass, Joell Ortiz, Flo et Cassidy

#### Lauréats
- Meilleure vidéo hip-hop : Stronger de Kanye West[2]
- Meilleur réalisateur de vidéo de l'année : Hype Williams
- Titre hip-hop de l'année : Party Like a Rockstar des Shop Boyz
- Découverte de l'année : Rich Boy
- Producteur de l'année : Timbaland
- MVP hip-hop de l'année : Lil Wayne
- Parolier de l'année : Common
- Meilleure danse hip-hop : Crank That de Soulja Boy
- Meilleur film hip-hop : Stomp the Yard
- Meilleure performance live : Kanye West
- Meilleure collaboration : International Player's Anthem (I Choose You) d'UGK et OutKast
- CD hip-hop de l'année : ex aequo Finding Forever de Common et T.I. vs. T.I.P. de T.I.
- Hustler de l'année : 50 Cent
- Alltel Wireless People's Champ Award : Stuntin' Like My Daddy de Birdman et Lil Wayne
- Meilleure artiste britannique : Kano
- Meilleure sonnerie téléphonique : Big Things Poppin' (Do It) de T.I.
- DJ de l'année : DJ Khaled
- I Am Hip-Hop Award : KRS-One

### 2008
- Date et lieu : 23 octobre 2008 à l'Atlanta Civic Center
- Présentateur : T-Pain

#### Performances
- T.I. featuring Ludacris, Swizz Beatz et B.o.B : What Up, What's Haapnin', Swing Ya Rag, The Last of a Dying Breed, On Top of the World
- Nas featuring Keri Hilson : Hero
- Plies featuring Ne-Yo : Bust It Baby Pt. 2
- Young Jeezy : Crazy World
- MC Lyte : Cha, Cha, Cha
- Yo-Yo : Play With My Yoyo
- The Lady of Rage : Afro Puffs
- Salt-n-Pepa : Shoop, Push It, Whatta Man
- Rick Ross featuring Nelly et Avery Storm : Here I Am
- Common featuring N.E.R.D : Universal Mind Control, Spaz
- T-Pain featuring Lil Wayne et Ludacris : Can't Believe It, Chopped & Skrewed
- Ice Cube featuring Musiq Soulchild : Why Me?, It Was a Good Day
- Bow Wow featuring Soulja Boy : Marco Polo
- Cypher 1 : Hurricane Chris, K'Naan, Bun B et Q-Tip
- Cypher 2 : Willy Northpole, Hime, Blaq Poet et Cory Gunz
- Cypher 3 : Ace Hood, Juelz Santana, Fabolous et Jadakiss

#### Lauréats
- Vidéo hip-hop de l'année : Good Life de Kanye West[3]
- Réalisateur de vidéo de l'année : Chris Robinson
- Titre hip-hop de l'année : A Milli de Lil Wayne
- Découverte de l'année : Shawty Lo
- Producteur de l'année : Akon
- MVP hip-hop de l'année : Lil Wayne
- Parolier de l'année : Lil Wayne
- Meilleure performance live : Kanye West
- Meilleure collaboration : I'm So Hood [Remix] de DJ Khaled
- CD hip-hop de l'année : Tha Carter III de Lil Wayne
- Meilleur artiste britannique : Giggs
- Alltel Wireless People's Champ Award : A Milli de Lil Wayne
- Hustler de l'année : Diddy
- Meilleure sonnerie téléphonique : Lollipop de Lil Wayne
- DJ de l'année : DJ Khaled
- I Am Hip-Hop Award : Russell Simmons

### 2009
- Date et lieu : 10 octobre 2009 à l'Atlanta Civic Center
- Présentateur : Mike Epps

#### Performances
- Wale featuring Gucci Mane : Pretty Girls
- Soulja Boy featuring Gucci Mane et Shawty Lo : I'm Ballin'", Gucci Bandana
- Ludacris featuring Lil Scrappy : Addicted to Money, How Low
- Jay-Z featuring Young Jeezy : Real as It Gets
- Dorrough featuring Nipsey Hussle, Jim Jones, Soulja Boy et Snoop Dogg : Ice Cream Paint Job (Remix)
- Fabolous featuring The-Dream : Throw It in the Bag, Throw It In The Bag (Remix)
- Snoop Dogg featuring The-Dream : Gangsta Luv, Gin & Juice
- Gucci Mane feturing Mario et Plies : Break Up, Wasted
- Goodie Mob : Cell Therapy, Get Rich to This
- Cypher 1 : Nicki Minaj, Buckshot, Crown Royyal et Joe Budden
- Cypher 2 : Wale, Nipsey Hussle, Gsan et KRS-One
- Cypher 3 : Mos Def, Black Thought et Eminem

#### Lauréats
- Meilleure vidéo hip-hop : Live Your Life de T.I. featuring Rihanna[4]
- Meilleur réalisateur de vidéo de l'année : Hype Williams
- Titre hip-hop de l'année : Every Girl de Young Money Entertainment
- Découverte de l'année : Drake
- Producteur de l'année : Kanye West
- MVP hip-hop de l'année : Jay-Z
- Verizon People's Champ Award : Throw It in the Bag de Fabolous
- Parolier de l'année : Jay-Z
- Meilleure performance live : Jay-Z
- Meilleure collaboration : Live Your Life de T.I. featuring Rihanna
- CD hip-hop de l'année : Paper Trail de T.I.
- Hustler de l'année : Jay-Z
- DJ de l'année : DJ AM
- I Am Hip-Hop Award : Ice Cube
- Meilleur site de hip-hop : Allhiphop.com
- Made-You-Look Award : Kanye West

### 2010
- Date et lieu : 12 octobre 2010 à l'Atlanta Civic Center
- Présentateur : Mike Epps
- DJ : DJ Khaled et DJ Premier (Cyphers)

#### Performances
- Rick Ross : Aston Martin Music
- Waka Flocka Flame : Oh Let's Do It
- Gucci Mane : The Movie
- Cali Swag District : Teach Me How to Dougie
- Cypher 1 : Raekwon, Wiz Khalifa, Bones Brigante et Yelawolf
- Cypher 2 : Ice Cube et ses fils OMG et Doughboy, Rev Run et ses fils Diggy et JoJo
- Cypher 3 : Reek da Villian, Zawcain et Mickey Factz
- Cypher 4 : Kanye West, Pusha T, Big Sean, Cyhi the Prynce et Common
- Cypher 5 : Royce da 5'9", Tyga, Kuniva et Diamond

#### Lauréats
- Vidéo hip-hop de l'année : Empire State of Mind de Jay-Z et Alicia Keys[5]
- Réalisateur de vidéo de l'année : Hype Williams
- Titre hip-hop de l'année : BMF de Rick Ross featuring Styles P
- Découverte de l'année : Nicki Minaj
- Producteur de l'année : Swizz Beatz
- MVP hip-hop de l'année : Drake
- Parolier de l'année : Eminem
- Meilleure performance live : Jay-Z
- CD hip-hop de l'année : The Blueprint 3 de Jay-Z
- Hustler de l'année : Diddy
- DJ de l'année : DJ Khaled
- I Am Hip-Hop Award : Salt-n-Pepa
- Meilleur site de hip-hop : WorldStarHipHop.com
- Made-You-Look Award : Nicki Minaj
- Verizon People's Champ Award : Nicki Minaj
- Reese's Perfect Combo Award : Empire State of Mind de Jay-Z et Alicia Keys
- Best Club Banger : BMF de Rick Ross featuring Styles P

### 2011
- Date et lieu : 11 octobre 2011 à l'Atlanta Civic Center
- Présentateur : Mike Epps
- DJ : DJ Premier (Cyphers)

#### Performances
- Internet Exclusive Cypher 1 : Chris Sutton, XV, Jay Rock et Gilbere Forte
- Internet Exclusive Cypher 2 : Rico Staxx, Wais P, Termanology, Sean Cross, French Montana et Mike Epps
- Cypher 1 : Big K.R.I.T., Tech N9ne, MGK, Kendrick Lamar et B.o.B
- Cypher 2 : Reek da Villian, 2 Chainz, Busta Rhymes et Ludacris
- Cypher 3 : The Lady of Rage, Blind Fury, Dom Kennedy et Skillz
- Cypher 4 : Wale, Pill, Stalley, Meek Mill et Rick Ross
- Cypher 5 : Nitty Scott, MC, Lecrae, Soprano et Estelle
- Cypher 6 : Ace Hood, Kevin McCall, Tyga et Chris Brown
- Cypher 7 : Yelawolf, Slaughterhouse et Eminem

#### Lauréats
- Vidéo hip-hop de l'année : Look at Me Now de Chris Brown featuring Lil Wayne et Busta Rhymes[6]
- Réalisateur de vidéo de l'année : Hype Williams
- Titre hip-hop de l'année : Black and Yellow de Wiz Khalifa
- Découverte de l'année : Wiz Khalifa
- Producteur de l'année : Lex Luger
- MVP hip-hop de l'année : Nicki Minaj
- Parolier de l'année : Lil Wayne
- Meilleure performance live : Lil Wayne
- CD hip-hop de l'année : My Beautiful Dark Twisted Fantasy de Kanye West
- Hustler de l'année : Jay-Z
- DJ de l'année : DJ Khaled
- Meilleur site de hip-hop : WorldStarHipHop.com
- I Am Hip-Hop Award : LL Cool J
- Made-You-Look Award : Nicki Minaj
- Verizon People's Champ Award : Look at Me Now de Chris Brown featuring Lil Wayne et Busta Rhymes
- Reese's Perfect Combo Award : Look at Me Now de Chris Brown featuring Lil Wayne et Busta Rhymes
- Best Club Banger : No Hands de Waka Flocka Flame featuring Wale et Roscoe Dash
- Meilleure mixtape : Friday Night Light de J. Cole
- Sweet 16: Meilleur couplet d'un featuring : Busta Rhymes dans Look at Me Now de Chris Brown featuring Lil Wayne

### 2012
- Date et lieu : 9 octobre 2012 à l'Atlanta Civic Center
- Présentateur : Mike Epps
- DJ : DJ Premier (Cyphers)

#### Performances
- Wiz Khalifa featuring Young Jeezy et Juicy J : Work Hard, Play Hard, Bandz a Make Her Dance
- Meek Mill featuring Kirko Bangz : Amen, Young & Gettin' It
- Kendrick Lamar : The Recipe, Swimming Pools (Drank)
- 2 Chainz : Birthday Song, I'm Different
- T.I. : Trap Back Jumpin, Go Get It
- Future featuring Diddy : Turn on the Lights, Same Damn Time
- MGK : Wild Boy
- French Montana featuring Uncle Luke : Pop That
- Rick Ross feturing Omarion : Hold Me Back, Ice Cold
- Internet Exclusive Cypher 1 : Brianna Perry, Relly, Fame, The Kid Daytona, K-La, Tito Lopez
- Internet Exclusive Cypher 2 : Core Masson, Kosha Dillz, Boy Jones
- Internet Exclusive Cypher 3 : Lil Niqo, Lil Waah, Lil Chuckee
- Cypher 1 : Trae Tha Truth, Chip, Iggy Azalea, B.o.B et T.I.
- Cypher 2 : JayBird The Purdi Boi, Hopsin, Schoolboy Q, Mac Miller et Mystikal
- Cypher 3 : Jean Grae, Sarkodie, Ab-Soul et Talib Kweli
- Cypher 4 : Angel Haze, Joey Bada$$,[Driicky Graham, Childish Gambino et ASAP Rocky
- Cypher 5 : Xzibit, YG, Kurupt, E-40, DJ Quik, Kendrick Lamar et Snoop Dogg
- Cypher 6 : Murda Mook, Cassidy, Eve et DMX

#### Lauréats
- Vidéo hip-hop de l'année : HYFR de Drake featuring Lil Wayne
- Meilleur réalisateur de vidéo de l'année : Hype Williams
- Titre hip-hop de l'année : Niggas in Paris de Jay-Z
- Découverte de l'année : 2 Chainz
- Producteur de l'année : Kanye West
- MVP hip-hop de l'année : Rick Ross
- Parolier de l'année : Kendrick Lamar
- Meilleure performance live : Jay-Z
- CD hip-hop de l'année : Watch the Throne de Jay-Z
- Hustler de l'année : Jay-Z
- DJ de l'année : DJ Khaled
- Meilleur site de hip-hop : WorldStarHipHop.com
- I Am Hip-Hop Award : Rakim
- Made-You-Look Award : Kanye West
- Verizon People's Champ Award : No Lie de 2 Chainz featuring Drake
- Reese's Perfect Combo Award : Mercy de Kanye West featuring Big Sean, Pusha T et 2 Chainz
- Best Club Banger : Niggas in Paris de Jay-Z
- Meilleure mixtape : Dreamchasers 2 de Meek Mill
- Sweet 16: Meilleur couplet d'un featuring : 2 Chainz dans Mercy de Kanye West featuring Big Sean et Pusha T
- Titre marquant : Daughters de Nas

### 2013
- Date et lieu : 15 octobre 2013 à l'Atlanta Civic Center
- Présentateur : Snoop Dogg
- DJ : DJ Premier (Cyphers)

#### Performances
- Meek Mill : Dreams and Nightmares, Levels
- Yo Gotti, Rocko et Rich Homie Quan : Act Right, U.O.E.N.O., Type of Way
- 2 Chainz featuring Mannie Fresh et Juvenile : Fork, Go DJ, Used 2, Back That Azz Up
- Future, DJ Khaled et Rick Ross : Honest, I Wanna Be with You, No Games
- Schoolboy Q, Kendrick Lamar et Jay Rock : Collard Greens, Money Trees
- French Montana featuring Diddy, Snoop Dogg et Rick Ross : Ain't Worried About Nothin'
- Bone Thugs-N-Harmony featuring Claudette Ortiz : Thuggish Ruggish Bone, 1st of tha Month, Crossroads
- Internet Exclusive Cypher : Asia Sparks, Bad Lucc, Problem et Astro
- Cypher 1 : Wax, Rapsody, Emis Killa, Rittz et Jon Connor
- Cypher 2 : ASAP Ferg, ASAP Twelvyy, ASAP Nast, ASAP Ant et ASAP Rocky
- Cypher 3 : Action Bronson, Star Life Breezy, Travis Scott, Tiffany Foxx et Lil Kim
- Cypher 4 : Slaughterhouse
- Cypher 5 : Schoolboy Q, Jay Rock, Ab-Soul, Isaiah Rashad et Kendrick Lamar
- Cypher 6 : J. B. Smoove, Duane Martin, Boris Kodjoe, Nick Cannon, Nelly et Chocolate Drop

#### Lauréats
- Vidéo hip-hop de l'année : Started from the Bottom de Drake[7]
- Meilleur réalisateur de vidéo de l'année : Benny Boom
- Titre hip-hop de l'année : Started from the Bottom de Drake
- Découverte de l'année : ASAP Ferg
- Producteur de l'année : Mike Will Made It
- MVP hip-hop de l'année : Kendrick Lamar
- Parolier de l'année : Kendrick Lamar
- Meilleure performance live : Jay-Z
- CD hip-hop de l'année : Good Kid, M.A.A.D City de Kendrick Lamar
- Hustler de l'année : Jay-Z
- DJ de l'année : DJ Drama
- Meilleur site de hip-hop : WorldStarHipHop.com
- I Am Hip-Hop Award : MC Lyte
- Made-You-Look Award : Nicki Minaj et ASAP Rocky
- Verizon People's Champ Award : Started from the Bottom de Drake
- Meilleure collaboration pour un duo ou un groupe : Fuckin' Problems d'ASAP Rocky featuring Drake, 2 Chainz et Kendrick Lamar
- Best Club Banger : Pop That de French Montana featuring Rick Ross, Drake et Lil Wayne
- Meilleure mixtape : Detroit de Big Sean
- Sweet 16: Meilleur couplet d'un featuring : Kendrick Lamar dans Fuckin' Problems d'ASAP Rocky featuring Drake et 2 Chainz
- Titre marquant : Crooked Smile de J. Cole featuring TLC